# Сеул (станція)
Станція Сеул (кор. 서울역) — головна залізнична станція Сеула, столиці Південної Кореї. Станція розташована на лінії Кьонбусон і лінії Кьонісон. Станція Сеул разом з розташованими під ній станціями Першої та Четвертої ліній Сеульського метро створює великий транспортний вузол у самім центрі міста.

## Транспортне сполучення
Станція Сеул зв'язує столицю Південної Кореї з іншими містами країни. Звідси у напрямку Пусану рушають KTX та інші швидкісні поїзда. Також від станції рушають поїзда у міста Гванджу та Мокпхо. Станція Сеул була кінцевої для поїздів далекого сполучення ліній Кьонбусон, Хонамсон, Чолласон і Чанхансон. Тепер ці поїзда рушають від станції Йонсан. 

## Аероекспрес
З кінця грудня 2010 року зі станції також рушають потяги аероекспресу до міжнародного аеропорту Інчхон.
| № платформи | Лінія       | Поїзд                                  | Напрямок                                                  |
| ----------- | ----------- | -------------------------------------- | --------------------------------------------------------- |
| 1-2         | ● Кьонбусон | Чонан Експресс                         | Йондинпхо - Сувон - Чонан                                 |
| 3~12        | ● Кьонбусон | KTX - Семаильхо - Мугунхвахо - Нооріро | Течон - Тондегу - Пусан - Пхохан - Масан - Сучон - Хеунде |
| 13~14       | ● Кьонбусон | KTX - Семаильхо - Мугунхвахо - Нооріро | Хенсін - Сеул                                             |
| Західна     | ● Кьонісон  | B Express - A Express - Місцеві        | Digital Media City - Тегок - Ільсан - Мунсан              |

| Прапор Республіки Корея | Це незавершена стаття про Республіку Корея. Ви можете допомогти проєкту, виправивши або дописавши її. |